# Alexander Nasmyth
Pour les articles homonymes, voir Nasmyth.
Alexander Nasmyth (9 septembre 1758 - 10 avril 1840) est un peintre écossais, spécialisé dans les représentations de portraits et de paysages.

## Biographie
Alexander Nasmyth (ou Naismyth) a vécu du 9 septembre 1758 au 10 avril 1840. Il était un peintre de paysages et de portraits qui a souvent été appelé « le père de la peinture de paysage écossaise ».
Alexander est né à Grassmarket, à Édimbourg, fils d'un riche constructeur, il a fait ses études à la Royal High School d'Édimbourg et à la Trustees' Academy avant de devenir apprenti peintre héraldique chez un carrossier. En 1774, alors qu'il n'avait que seize ans, son talent a été repéré par l'artiste Allen Ramsay, qui lui a proposé de travailler dans son atelier de Londres. Alexander est devenu suffisamment talentueux pour qu'on lui confie la finition des peintures de Ramsay.
Nasmyth est revenu à Édimbourg en 1778 et s'est rapidement retrouvé très demandé comme portraitiste. Il a également aidé Patrick Miller de Dalswinton en réalisant des dessins techniques pour le bateau à vapeur à aubes de Miller et a réalisé un portrait de famille pour Miller. En échange, Miller prêta à Alexander suffisamment d'argent pour qu'il puisse se rendre en Italie, où il voyagea à travers le pays pour étudier l'art italien de 1782 à 1784.
À son retour à Édimbourg, Nasmyth se tourna vers les paysages d'Écosse, réalisés dans un style très italien. Son travail fut encouragé par le poète Robert Burns (dont il peignit également le portrait), et les deux se promenaient souvent ensemble dans des régions pittoresques du centre et du sud de l'Écosse.
Au fil du temps, le style de peinture de paysage de Nasmyth a évolué depuis ses débuts italiens sous l'influence des paysages hollandais et en raison du travail de ses contemporains. Il a également créé une école de paysage dans sa maison au 47 York Place à Édimbourg. En tant que professeur, il était très novateur en insistant sur le fait que ses élèves dessinaient à partir de scènes réelles en plein air, plutôt que de simplement reproduire des dessins ou des peintures existants. Nasmyth a également développé une activité secondaire dans l'architecture, étant responsable du pont Dean à Édimbourg et de la structure semblable à un temple au sommet du puits de Saint-Bernard à Stockbridge.
À sa mort à Édimbourg en 1840, Alexander Nasmyth laissa un héritage important sous la forme de ses portraits et de ses paysages, ainsi que dans la carrière de ceux à qui il avait enseigné. Parmi eux, on compte son fils aîné, Patrick Nasmyth, qui s'est imposé comme un peintre paysagiste à succès ; ses filles, Anne, Barbara, Charlotte et Jane, qui sont toutes devenues peintres ; et son plus jeune fils, James Nasmyth, qui est devenu célèbre en tant qu'ingénieur et inventeur responsable du développement réussi du marteau à vapeur avant de se tourner lui aussi vers l'art à la retraite.

## Œuvres
• The Family of Neil 3rd Earl of Rosebery in the grounds of Dalmeny House : West Lothian c.1787
• A View of Tantallon Castle : Environ 1816 
• Londres, Princes Street. Début de la construction du futur bâtiment principal de la "Royal Institution of Great Britain" 1825
• The fishing party Loch Katrine Scotland 